# Heinrich Will (Chemiker)
Heinrich Will (* 8. Dezember 1812 in Weinheim; † 15. Dezember 1890 in Gießen) war ein deutscher Chemiker. Er wirkte als Nachfolger von Justus von Liebig von 1853 bis 1882 als Professor an der Universität Gießen und wurde zusammen mit Franz Varrentrapp bekannt durch die Entwicklung der Will-Varrentrapp-Methode zur quantitativen Bestimmung von Stickstoff.

## Leben
Heinrich Will wurde 1812 in Weinheim geboren und verlor seinen Vater, der als städtischer Beamter tätig war, bereits im Kindesalter. Zu seinem Pflegevater wurde der Direktor der lateinischen Schule in Weinheim, an der er auch seinen Schulabschluss erwarb. Anschließend absolvierte er zunächst von 1827 bis 1831 eine Ausbildung zum Apotheker in Gernsbach, begann dann jedoch nach einer mehrjährigen Studienwanderung und Tätigkeiten als Apothekengehilfe in verschiedenen Städten ab 1834 ein Studium der Naturwissenschaften an der Universität Heidelberg. An dieser wirkte er ab 1835 als Assistent am chemischen Laboratorium unter Philipp Lorenz Geiger und nach dessen Tod ab 1836 unter Leopold Gmelin. 1837 wechselte er auf Nachfrage von Justus von Liebig, der mit Geiger eng befreundet gewesen war, an die Universität Gießen, an der er im Mai 1839 auch promovierte.
1842 übernahm er die Leitung des neu entstandenen Filiallaboratoriums, das aufgrund der steigenden Zahl von Chemiestudenten an der Gießener Universität für die studentische Ausbildung geschaffen worden war. Zwei Jahre später wurde er habilitiert und zum Privatdozenten ernannt. Die Habilitationsleistungen wurden ihm dabei erlassen, da er gemäß Ministerialverfügung seine Lehrbefähigung bereits hinreichend nachgewiesen habe. 1845 folgte die Berufung zum außerordentlichen Professor. Nach Liebigs Wechsel an die Universität München im Jahr 1852 übernahm er zunächst gemeinsam mit Hermann Kopp kommissarisch die Leitung des chemischen Laboratoriums der Universität Gießen. 1853 wurde er dann zum ordentlichen Professor für Experimentalchemie berufen und auf Kopps Veranlassung zum alleinigen Direktor des Laboratoriums ernannt. In dieser Stellung war er bis zu seiner Emeritierung im Oktober 1882 tätig. Von 1869 bis 1870 fungierte er auch als Rektor der Universität.
Heinrich Will war ab 1849 mit der Tochter des Gießener Mediziners Georg Balser Caroline Luise verheiratet. Sein 1854 geborener Sohn Wilhelm Will wurde später Professor für Chemie in Berlin und war ab 1888 Mitglied der Leopoldina. Darüber hinaus hatte er vier Töchter, von denen die 1850 geborene Sophie Will den Physiker Karl Zöppritz und die 1855 geborene Tilde Will den Augenarzt Hubert Sattler heiratete. Er starb 1890 in Gießen.

## Wissenschaftliches Wirken
Heinrich Will gab von 1857 bis 1868, darunter von 1857 bis 1862 zusammen mit Hermann Kopp, die Jahresberichte über die Fortschritte der Chemie und verwandter Theile anderer Wissenschaften heraus. Er veröffentlichte darüber hinaus Studien zu Pflanzeninhaltsstoffen wie Chelidonin, Senföl und dem ätherischem Öl der Weinraute sowie Anleitungen und Tafeln zur chemischen Analytik, die mehrfach neu aufgelegt und in mehrere andere Sprachen übersetzt wurden. Zusammen mit Franz Varrentrapp entwickelte er ein als Will-Varrentrapp-Methode bezeichnetes Verfahren zur quantitativen Bestimmung von Stickstoff in organischen Proben. Darüber hinaus war er Mitentdecker der Styphninsäure.

## Auszeichnungen und Würdigung
Zu den Auszeichnungen und Ehrungen von Heinrich Will zählten unter anderem der Großherzoglich Hessische Ludwigsorden und der Großherzoglich Hessische Philippsorden sowie die Ehrenmitgliedschaft in der Chemical Society of London. Er wurde darüber hinaus als korrespondierendes Mitglied in die Bayerische Akademie der Wissenschaften sowie als auswärtiges Mitglied in die spanische Real Academia de Ciencias Exactas, Físicas y Naturales und in die Reale Accademia delle Scienze di Torino (Königliche Akademie der Wissenschaften zu Turin) aufgenommen.
Heinrich Will machte sich insbesondere als Hochschullehrer verdient. Mehrere seiner Schüler, so August Kekulé, Wilhelm Lossen, Theodor Poleck, Jacob Volhard, Emil Erlenmeyer, Heinrich Meidinger und Alexander Classen, wurden zu Professoren an verschiedenen Universitäten und technischen Hochschulen berufen. Auch die Brüder Carl Clemm und August von Clemm, Mitgründer der Firma BASF, studierten unter Heinrich Will. Als sein wichtigster und einflussreichster Beitrag zur Entwicklung der Chemie gilt die Etablierung der Will-Varrentrapp-Methode zur Stickstoffanalyse.
In Gießen ist die Heinrich-Will-Straße nach ihm benannt.

## Werke (Auswahl)
- Anleitung zur qualitativen chemischen Analyse zum Gebrauche im chemischen Laboratorium zu Giessen. Erste Auflage, Heidelberg 1846; Zwölfte Auflage, 1883
- Outlines of Chemical Analysis. Translated from the Third German Edition. Boston und Cambridge 1855
- A Handbook of Chemical Analysis. Based on the Fourth Edition of Dr. H. Will's Anleitung zur chemischen Analyse. London 1858
- Tafeln zur chemischen Analyse. Erste Auflage, Heidelberg 1846; Zehnte Auflage, 1875
- Tables for Qualitative Chemical Analysis. Translated from the Second German Edition. Philadelphia 1852